# Modelcontract (energie)
Een modelcontract is in Nederland een standaardcontract voor gas en stroom met variabele tarieven en onbepaalde contractduur. Energieleveranciers in Nederland zijn wettelijk verplicht om een modelcontract aan te bieden. Omdat de contractvoorwaarden wettelijk zijn vastgelegd zijn de tarieven van de verschillende leveranciers goed te vergelijken. De Autoriteit Consument & Markt (ACM) houdt toezicht op dat leveranciers daadwerkelijk modelcontracten aanbieden, en dat ze, bijvoorbeeld, niet  "uitverkocht" zijn.

## Voorbeelden van modelcontracten
- Budget Energie
- Essent
- Greenchoice